# Damien Bonnard
Pour les articles homonymes, voir Bonnard.
Damien Bonnard est un acteur français né le 22 juillet 1978 à Alès.
Il est connu pour avoir joué le rôle principal du film Rester vertical en 2016 ainsi que dans Les Misérables en 2019.

## Biographie
Son grand-père paternel était forain, et son père successivement ouvrier chez Renault, bûcheron et apiculteur. Son grand-père maternel, d'origine italienne, ancien résistant, était bronzeur d'art et souffleur de verre, et sa grand-mère maternelle était une gauchiste post soixante-huitarde. Ses parents se sont rencontrés à Saint-Égrève (Isère) dans la communauté de la Monta à la fin des années 1970. Il naît à Alès en 1978, et passe son enfance en Bourgogne. Après avoir quitté le collège à 16 ans, après la troisième mais sans le brevet, et ne pouvant s'inscrire aux Beaux-Arts de Paris sans le baccalauréat, il entre à l'École supérieure des beaux-arts de Nîmes.
Au casting de Voir du pays en 2016, de Dunkerque de Christopher Nolan en 2017 et de Thirst Street de Nathan Silver, il est nommé dans la catégorie « meilleur espoir masculin » aux Césars en 2017.
Pour son interprétation dans le film Les Misérables de Ladj Ly, il obtient une nomination pour le César 2020 dans la catégorie « meilleur acteur ».

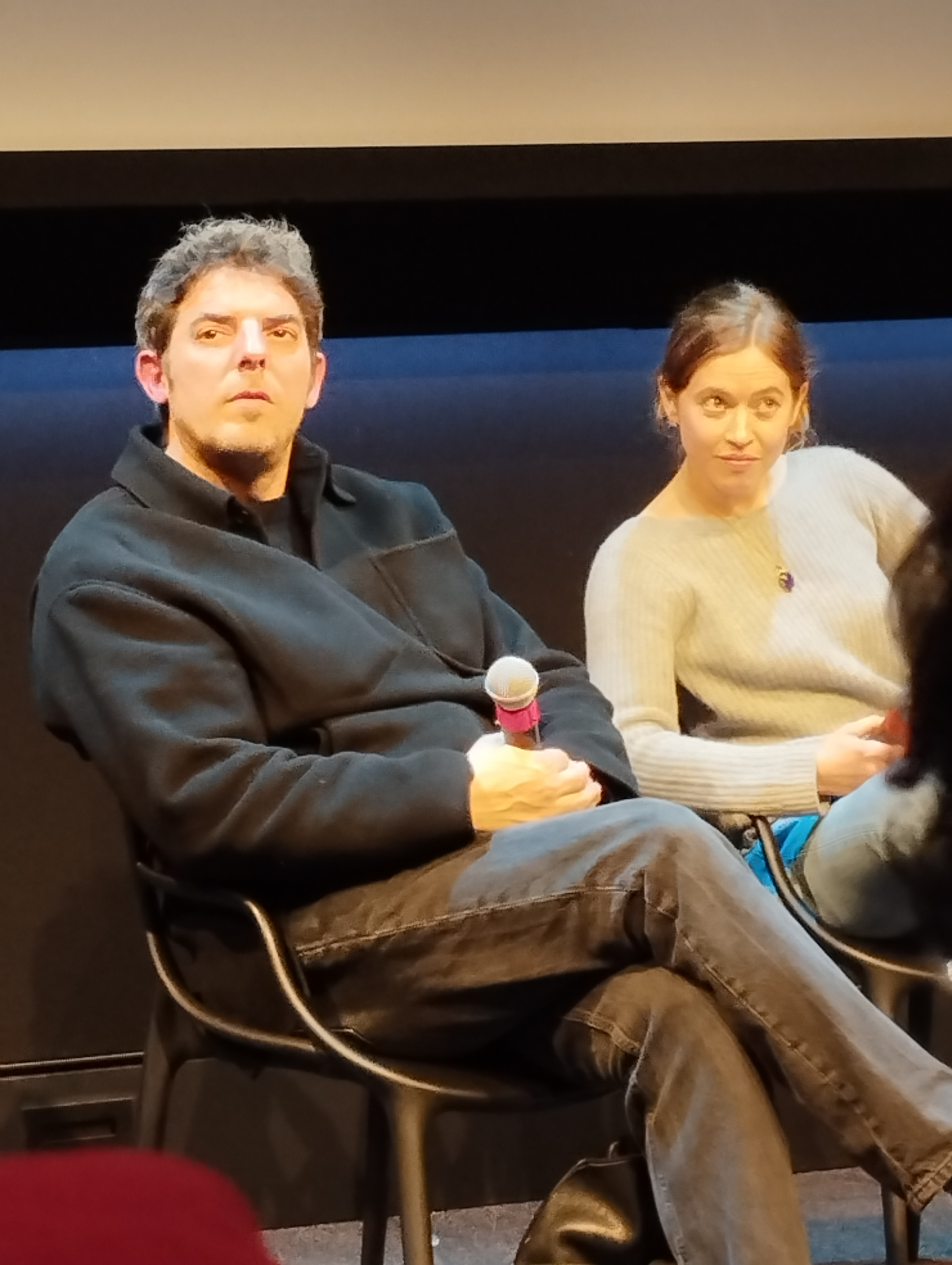
Damien Bonnard et Lou de Laâge lors d'une rencontre autour du coaching d'acteur au Forum des images, en novembre 2023.

Il interprète le rôle d'un journaliste aux côtés d'Emmanuelle Devos dans le podcast Le Nuage produit par le studio Nouvelles Écoutes et Spotify, une fiction immersive plongeant l'auditeur au cœur de la plus grosse catastrophe nucléaire française.

## Filmographie

### Cinéma

#### Longs métrages
- 2010 : Vénus noire d'Abdellatif Kechiche : figurant dans un salon
- 2010 : Hors-la-loi de Rachid Bouchareb :  un employé de cabaret
- 2010 : Le Bruit des glaçons de Bertrand Blier : un loubard
- 2010 : Low Cost de Maurice Barthélémy : un passager de l'avion
- 2012 : Augustine d'Alice Winocour : le second fils Dumonteux
- 2012 : Un plan parfait de Pascal Chaumeil : Romain
- 2013 : La Pièce manquante de Nicolas Birkenstock : l'entraîneur au trampoline
- 2014 : Mercuriales de Virgil Vernier : le gardien
- 2015 : La Résistance de l'air de Fred Grivois : un ouvrier de chantier
- 2015 : L'Astragale de Brigitte Sy : un jeune policier civil à Paris
- 2016 : Rester vertical d'Alain Guiraudie : Léo
- 2016 : Vendeur de Sylvain Desclous : Lilian
- 2016 : Voir du pays de Muriel et Delphine Coulin : le lieutenant
- 2017 : Dunkerque (Dunkirk) de Christopher Nolan : un soldat français
- 2017 : C'est qui cette fille ? (Thirst Street) de Nathan Silver : Jérôme
- 2017 : D'après une histoire vraie de Roman Polanski : Damien, l'ingénieur du son
- 2018 : En liberté ! de Pierre Salvadori : Louis
- 2018 : 9 doigts de F.J. Ossang : Kurtz
- 2018 : Sauver ou périr de Frédéric Tellier : Marlo
- 2019 : Le Chant du loup d'Antonin Baudry : l'officier de navigation
- 2019 : Blanche comme neige d'Anne Fontaine : Pierre / François
- 2019 : Curiosa de Lou Jeunet : l'éditeur
- 2019 : Les Misérables de Ladj Ly : Stéphane
- 2019 : J'accuse de Roman Polanski : Desvernine
- 2019 : Seules les bêtes de Dominik Moll : Joseph
- 2021 : The French Dispatch de Wes Anderson : un policier
- 2021 : Les Intranquilles de Joachim Lafosse : Damien
- 2021 : Flee de Jonas Poher Rasmussen : voix de Rasmussen (version française)
- 2021 : Tous en scène 2 de Garth Jennings : Jimmy Crystal (voix française)
- 2022 : Le Sixième Enfant de Léopold Legrand : Franck
- 2022 : La Grande Magie de Noémie Lvovsky : Arthur
- 2023 : Le Processus de paix d'Ilan Klipper : Simon
- 2023 : Asteroid City de Wes Anderson : le garde du corps de Midge
- 2023 : Pauvres Créatures (Poor Things) de Yórgos Lánthimos : le client père de famille
- 2023 : Une affaire d'honneur de Vincent Perez : Ferdinand Massat
- 2023 : Le bonheur est pour demain de Brigitte Sy : Claude
- 2024 : Un silence de Joachim Lafosse : Pierre
- 2024 : La Pampa d'Antoine Chevrollier : David
- 2024 : Niki de Céline Sallette : Jean Tinguely
- 2024 : Trois Amies d'Emmanuel Mouret : Thomas Duval
- 2024 : La Voie du serpent de Kiyoshi Kurosawa : Albert
- 2025 : Le Système Victoria de Sylvain Desclous : David Kolski
- 2025 : Reine mère de Manele Labidi : Charles Martel

#### Courts métrages
- 2009 : La Mort de Philippe Sella de Vincent Mariette : Damien
- 2009 : So Long, June de Milo Gony : Ernest
- 2010 : Flaubert et Buisson de Sylvain Desclous et Vincent Staropoli :
- 2010 : Rencontre de Shane de La Brosse : Lucas
- 2010 : L'Envers du ciel ! d'Éric Lavelle : le collègue
- 2011 : Je suis, tu étais, nous serons de Romain Julien : Thomas
- 2011 : Les Racines du ciel de Michael Viger : voix
- 2011 : Blanc de Lucas Delangle : l'homme
- 2012 : Le Monde à l'envers de Sylvain Desclous : l'animateur au supermarché
- 2012 : Un week-end à Paris de Benjamin Cohenca : le père
- 2012 : Faux frères de Lucas Delangle : Steven
- 2012 : La Viande et le Mulet d'Ellen Gerentes : Fred
- 2013 : The Ballad of Billy the Kid de Rodolphe Pauly : le chanteur
- 2013 : Rétention de Thomas Kruithof : l'intervenant de l'OFII
- 2013 : L'Instant fragile de nos retrouvailles de Xavier Champagnac : Alex
- 2013 : Je sens plus la vitesse de Joanne Delachair : le barman
- 2013 : Chaource de Noémie Landreau : Simon
- 2013 : Calme et clair, vue dégagée, pas de vis-à-vis de Louis Dodin : Josef
- 2013 : Pays rêvé, pays réel de Hugo Rousselin : l'homme
- 2013 : Loch Mess d'Arnaud Martin (voix)
- 2014 : Petit lapin d'Hubert Viel : Damien, le directeur de casting
- 2014 : Think of Me de Shanti Masud : le garde
- 2014 : Mon héros de Sylvain Desclous : Rémi
- 2014 : Ce monde ancien d'Idir Serghine : Mokrane
- 2014 : Après eux d'Antonin Desse : l'organisateur de la fête
- 2015 : Les Filles d'Alice Douard : l'instructeur
- 2015 : Les Bêtes sauvages de Grégoire Motte et Eléonore Saintagnan
- 2015 : Papa, Alexandre, Maxime & Eduardo de Simon Masnay : Maxime
- 2016 : La Ville bleue d'Armel Hostiou : Pierre
- 2017 : Viré de Hugo Rousselin : Polo
- 2017 : Les Misérables de Ladj Ly : Laurent
- 2017 : La Paix intérieure de Cloé Bailly
- 2018 : Sous la peau de Julien Mignot : lui
- 2018 : La Nuit des sacs plastiques de Gabriel Harel : Marc-Antoine (voix)
- 2018 : Cross d'Idir Serghine : Serge
- 2018 : Le Censeur des rêves de Léo Bern et Raphaël Rodriguez
- 2019 : Madame de Garth Jennings : Boris
- 2019 : Libera Me de Victor Trifilieff : Victor
- 2019 : Apologie des zèbres albinos de Guillaume Talvas : Benoît Kersec'h
- 2020 : Bleat de Yórgos Lánthimos : l'homme
- 2020 : Bus N de Cloé Bailly

### Télévision

#### Téléfilm
- 2023 : Splendid Hotel de Pedro Aguilera : Arthur Rimbaud

#### Séries télévisées
- 2012 : Trafics : douanier Rochant
- 2013 : Nicolas Le Floch : l'aboyeur (saison 5, épisode 2 : Le Sang des farines)
- 2013 : La Famille Katz : l'éducateur (saison 1, épisode 6 : Un aller simple)
- 2014 : Meurtres à... : Gabriel (saison 1, épisode 5 : Meurtres à l'abbaye de Rouen)
- 2015 : Paris : Dany (2 épisodes)
- 2016 : Loin de chez nous : Ben
- 2025 : Malditos : Juan

## Audiographie
- 2020 : Le Nuage : Mathias Carnot

## Distinctions

### Récompenses
- Lumières 2017 : Lumière de la révélation masculine pour Rester vertical
- CinEuphoria Award 2020 : meilleure interprétation collective pour Les Misérables
- Festival Jean-Carmet 2024 : Prix du jury du meilleur second rôle masculin pour La Pampa

### Nominations
- César 2017 : César du meilleur espoir masculin pour Rester vertical
- César 2019 : César du meilleur acteur dans un second rôle pour En liberté !
- César 2020 : César du meilleur acteur pour Les Misérables
- César 2022 : César du meilleur acteur pour Les Intranquilles
- Lumières 2022 : Lumière du meilleur acteur pour Les Intranquilles